# Appias cardena
Appias cardena é uma borboleta da família Pieridae. Ela foi descrita por William Chapman Hewitson, em 1861, e pode ser encontrada na região indo-malaia.

## Sub-espécies
- A. c. cardeña
- A. c. perakana (Fruhstorfer, 1902)
- A. c. agar (Vollenhoven, 1865)